# Schronisko PTTK „Trzy Korony”
Schronisko PTTK „Trzy Korony” – górskie schronisko turystyczne Polskiego Towarzystwa Turystyczno-Krajoznawczego położone w Pieninach Właściwych, w miejscowości Sromowce Niżne, na wysokości 470 m n.p.m. Zlokalizowane jest w atrakcyjnym miejscu, na południowym stoku pod szczytem Trzech Koron, w pobliżu  wylotu  Wąwozu Szopczańskiego.

## Historia
Schronisko wybudowane zostało w latach 1929-1930 według projektu inż. arch. Jana Biasiona, dyrektora pierwszej polskiej szkoły budowlanej w Katowicach. Nosiło nazwę „Schronisko Śląskie” lub „Śląski Dom”, ponieważ jego właścicielem była Komisja Turystyki autonomicznego Województwa Śląskiego. Do 1939 służyło jako schronisko oraz dom kolonijny dla młodzieży śląskiej. Miało w nim swoje pokoje również Polskie Towarzystwo Tatrzańskie. W czasie II wojny światowej Niemcy wykorzystywali je jako strażnicę graniczną, taką też funkcję pełniło bezpośrednio po wojnie. Od 1962 służyło jako dom wypoczynkowy dla żołnierzy WOP. W 1965 zostało przekazane Polskiemu Towarzystwu Turystyczno-Krajoznawczemu. Dysponował nim Oddział PTTK w Nowej Hucie, który z pomocą Huty im. Lenina przystosował obiekt do obsługi turnusów wczasowych dla pracowników huty, przeznaczając pewną liczbę miejsc noclegowych dla turystów indywidualnych. W 1973 schronisko przejęte zostało przez Okręgowe Zrzeszenie Gospodarki Turystycznej PTTK z Nowego Targu, które dokonało jego gruntownej modernizacji. Budynek posiadał wówczas 84 miejsca noclegowe w 20 pokojach od 2- do 6-osobowych oraz 2 salki rekreacyjne
Przeprowadzony ostatnio gruntowny remont budynku obejmował między innymi zmianę systemu ogrzewania, ocieplenie ścian, wymianę okien, wyposażenia pokoi a także remonty łazienek.

## Oferta
Wysoki budynek, w stylu nawiązującym do drewnianego budownictwa podhalańskiego, na murowanym podpiwniczeniu pełniącym częściowo funkcję tarasu, posiada dwa piętra oraz dwie dodatkowe kondygnacje w stromym dachu. Oferuje 50 miejsc noclegowych w 17 pokojach od 2- do 5-osobowych z łazienkami. Schronisko posiada bufet, salę klubową i restaurację oferującą całodzienne wyżywienie. Ogrzewanie budynku piecem olejowym, na dachu kolektory słoneczne ogrzewające wodę dla celów użytkowych. Schronisko czynne jest cały rok.
Ze schroniska widok na Pieniński Przełom Dunajca, Trzy Korony, Łysinę i Facimiech, Podskalnią Górę oraz Czerwony Klasztor, Pieniny słowackie i Tatry Bielskie.
W niewielkiej odległości od schroniska znajduje się przystań flisacka w Kątach, Jezioro Czorsztyńskie, wyciągi narciarskie na polanie Sosny.

## Szlaki turystyczne
– żółty przez Wąwóz Szopczański, Przełęcz Szopka, Bajków Groń do Krościenka
 – zielony przez południowe zbocza Trzech Koron i przełęcz Wyżni Łazek na polanę Koszarzyska, gdzie łączy się z głównym niebieskim szlakiem prowadzącym granią Masywu Trzech Koron i Pieninek.

## Galeria

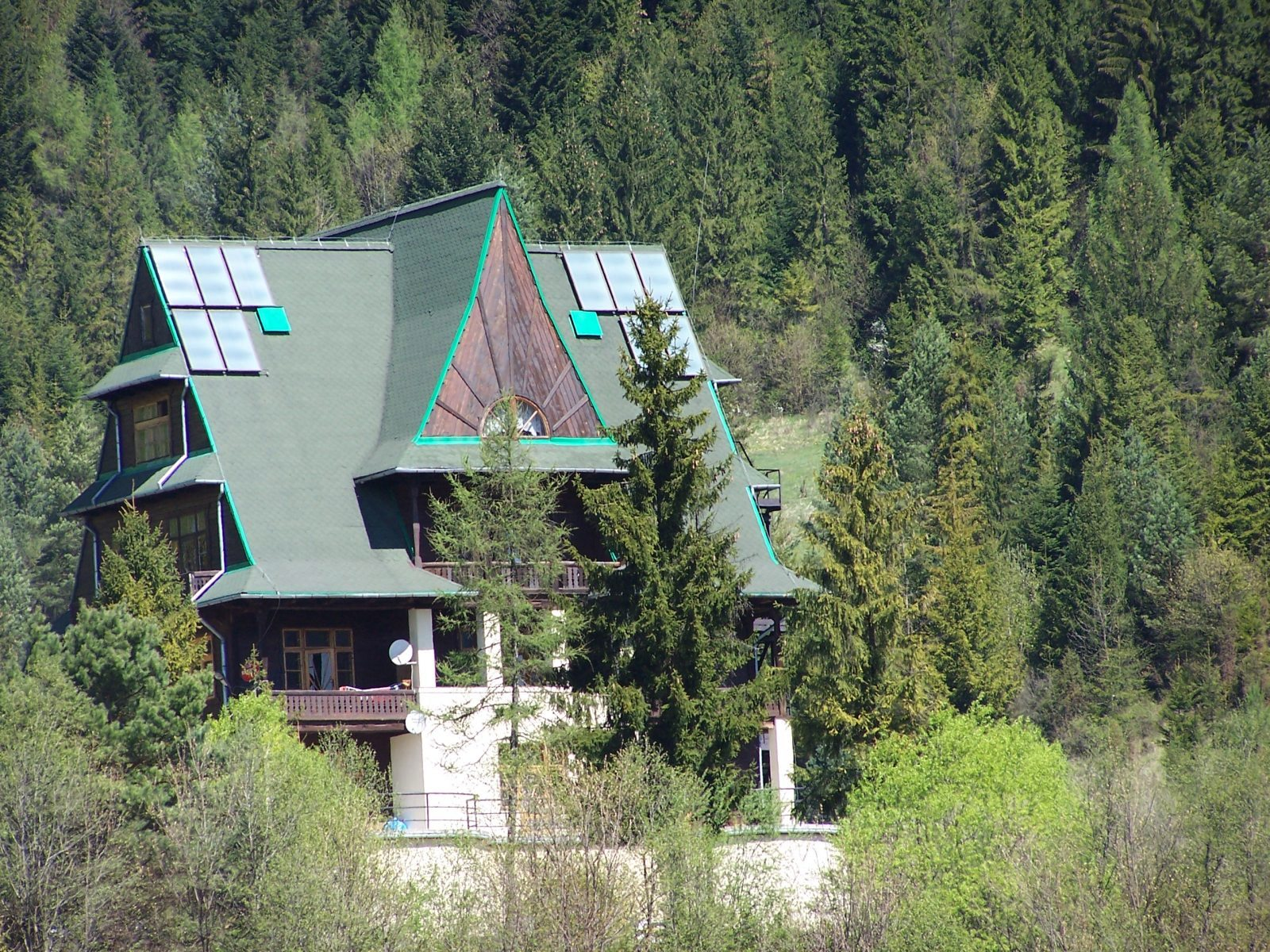
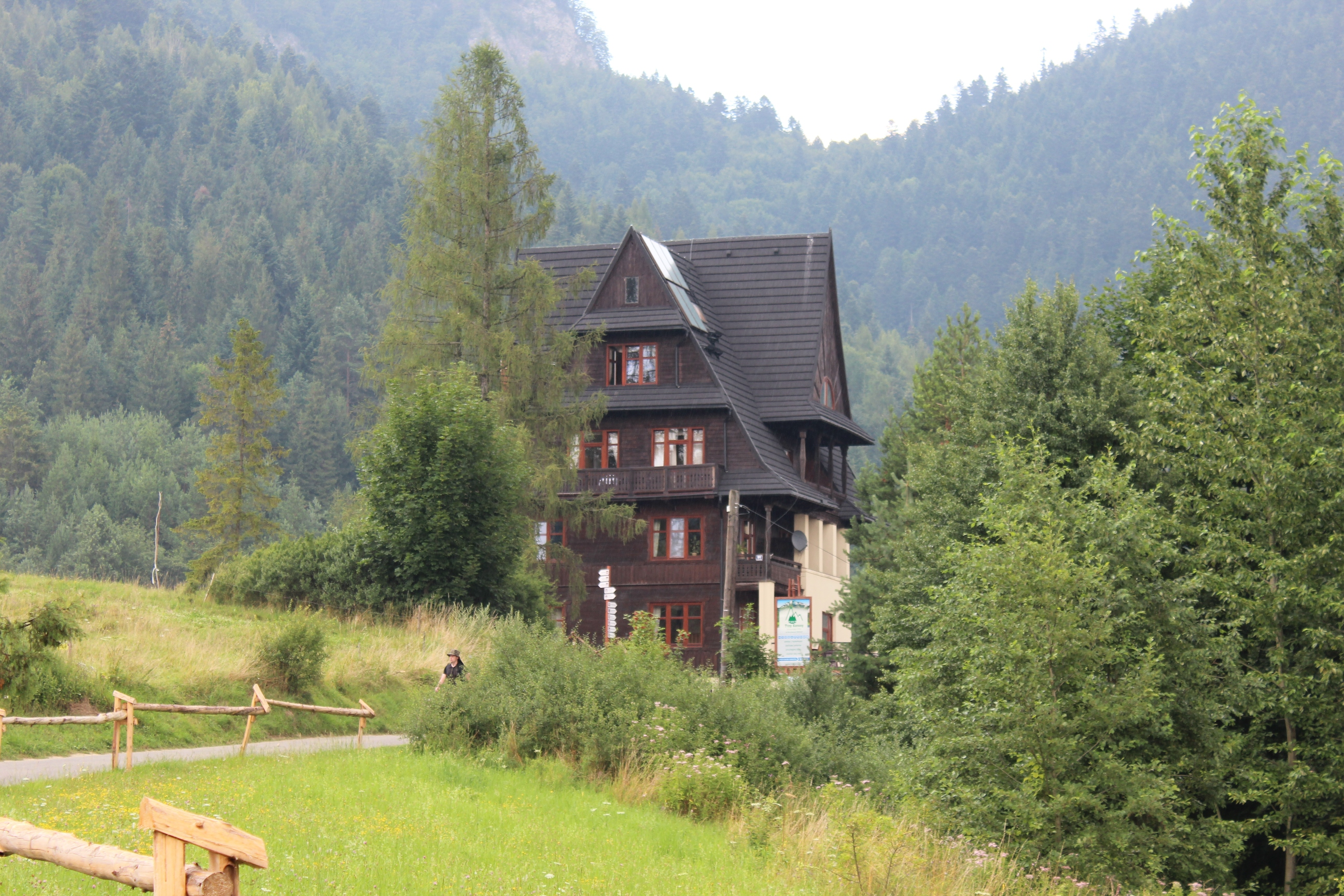
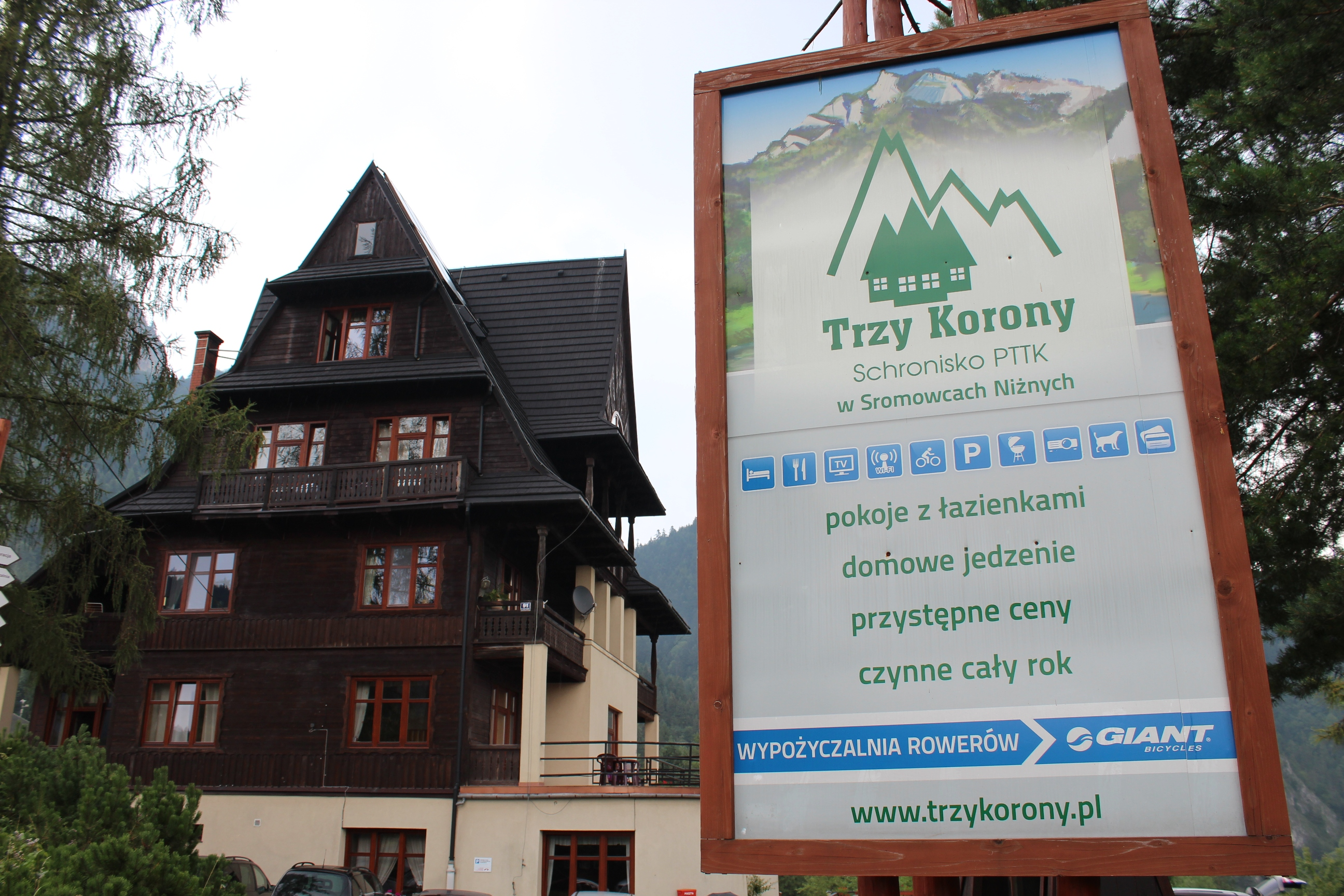
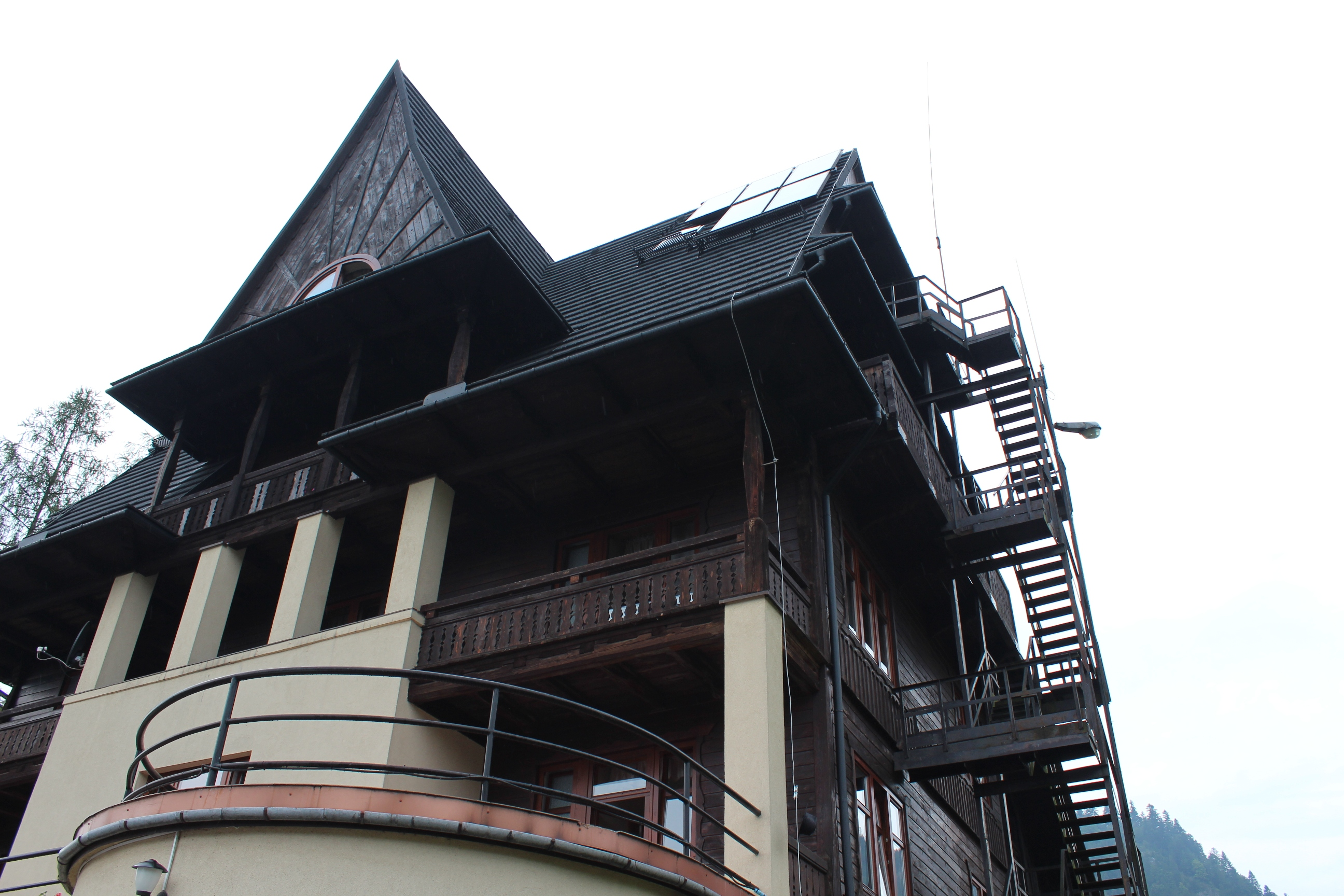
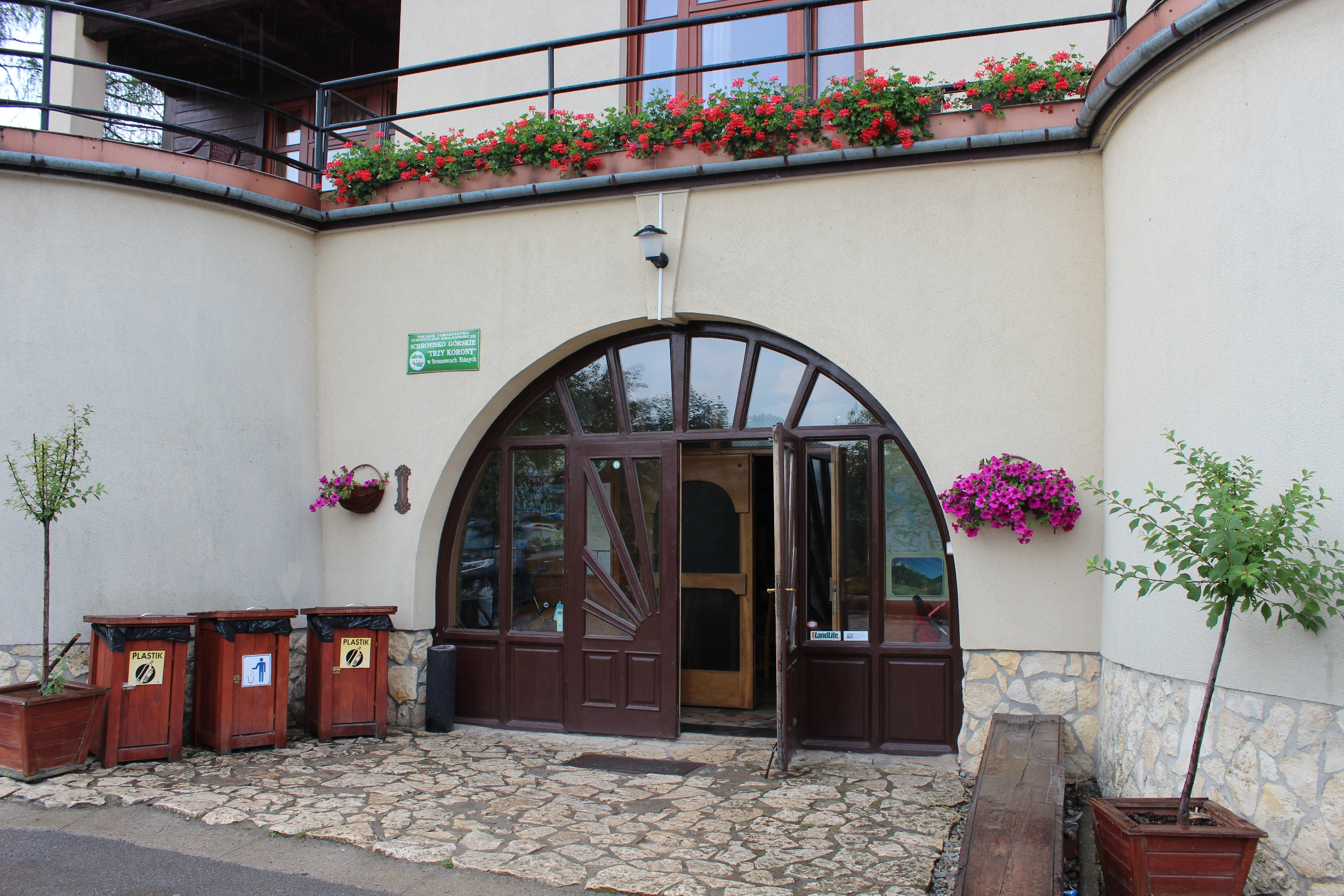
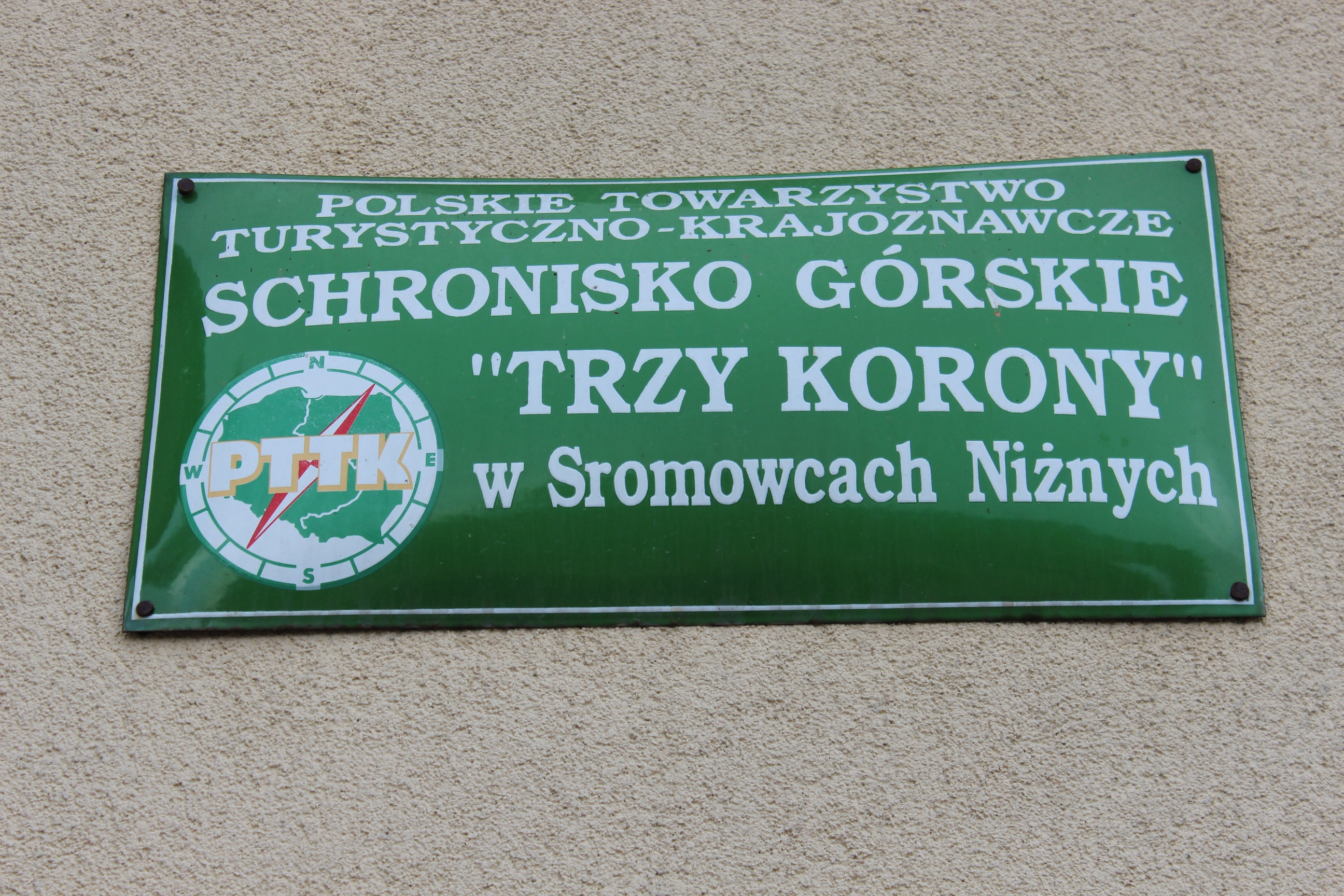
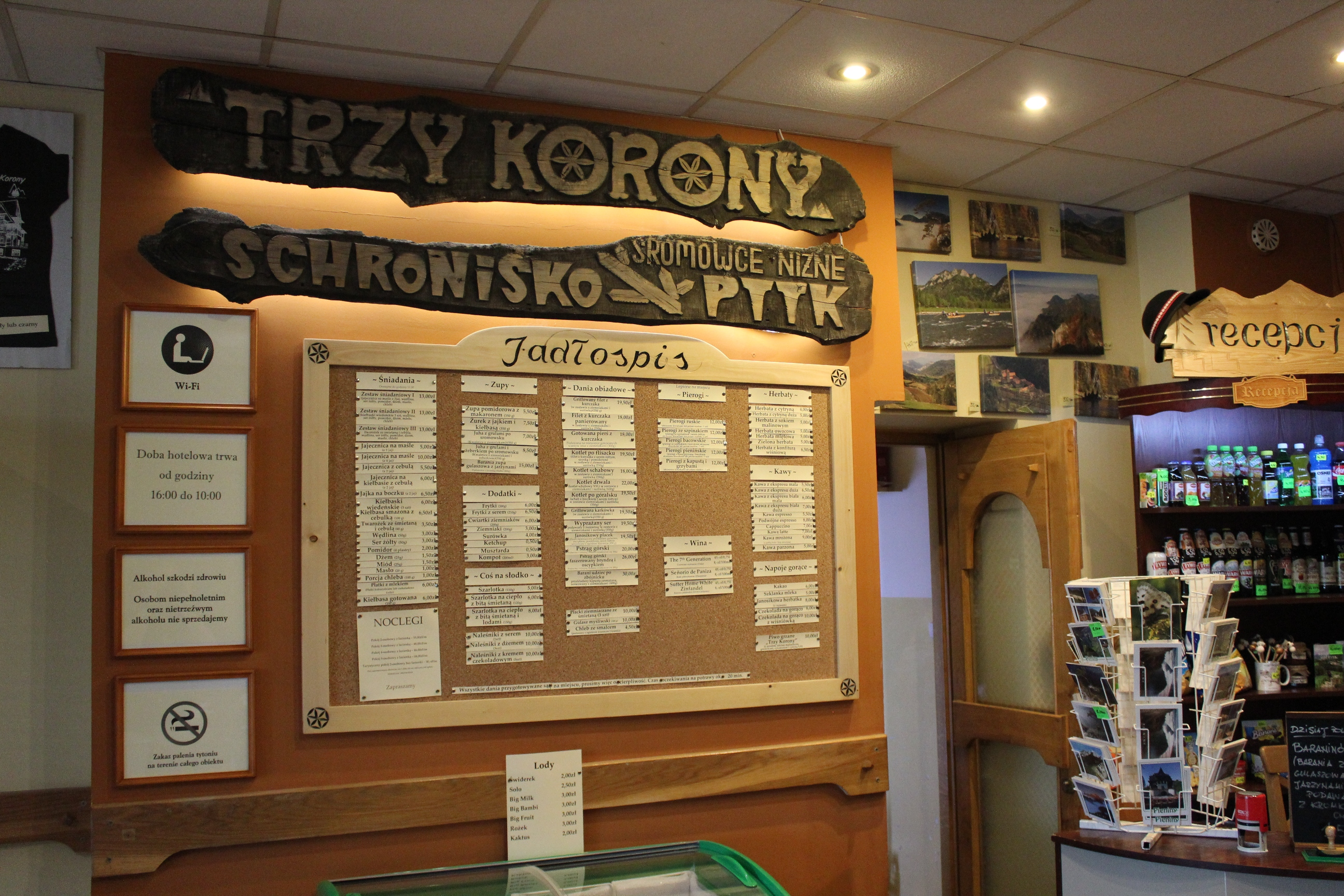
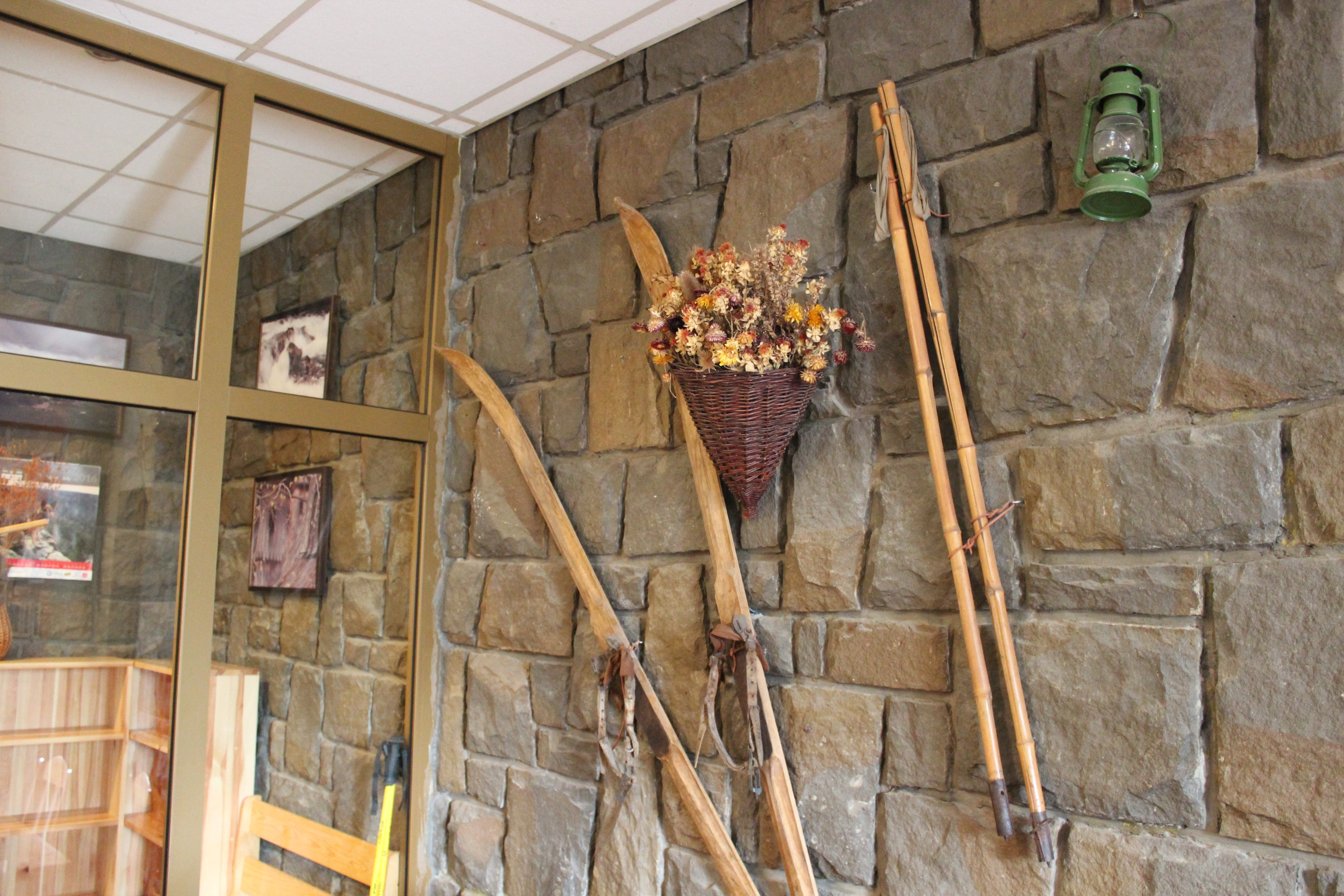
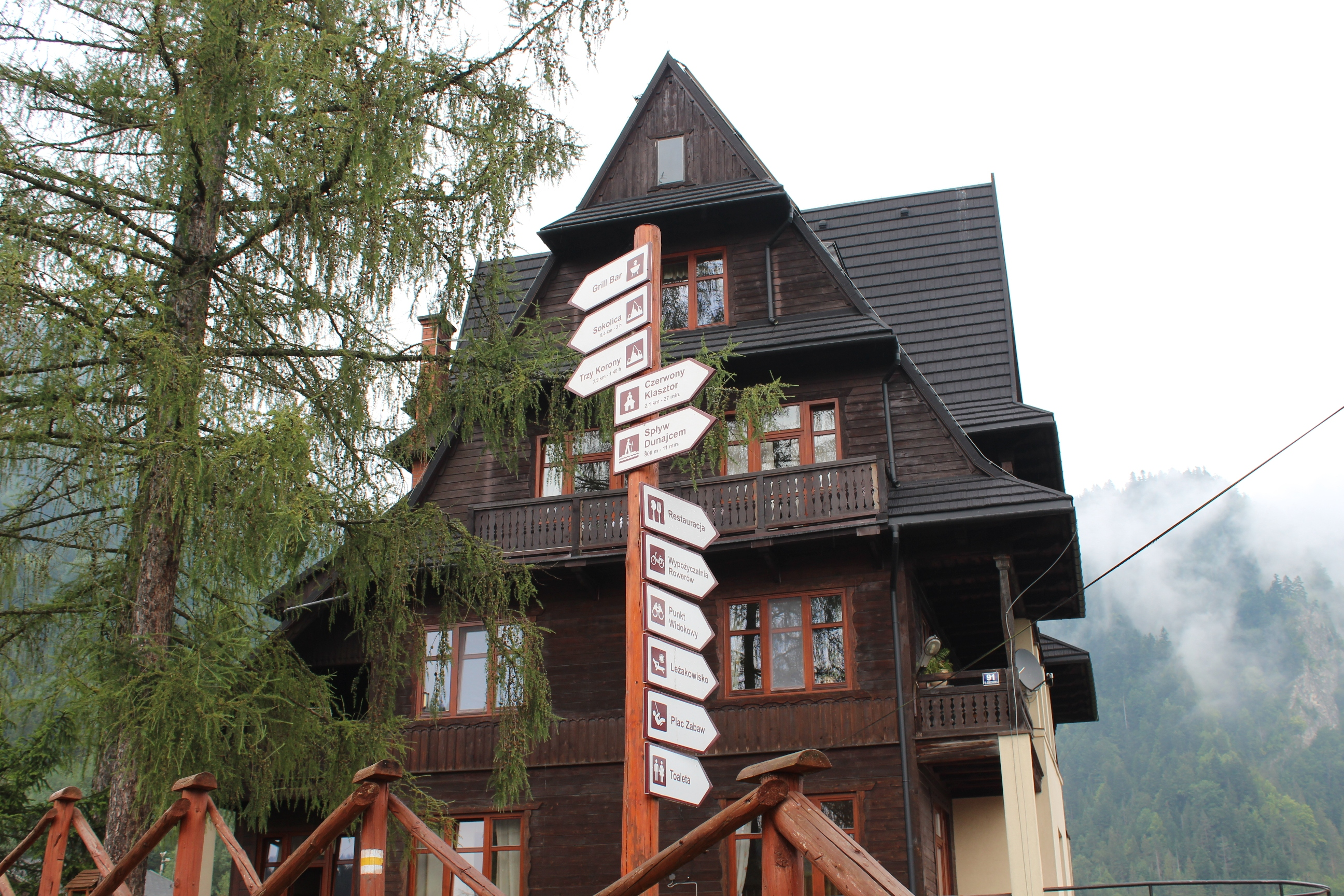
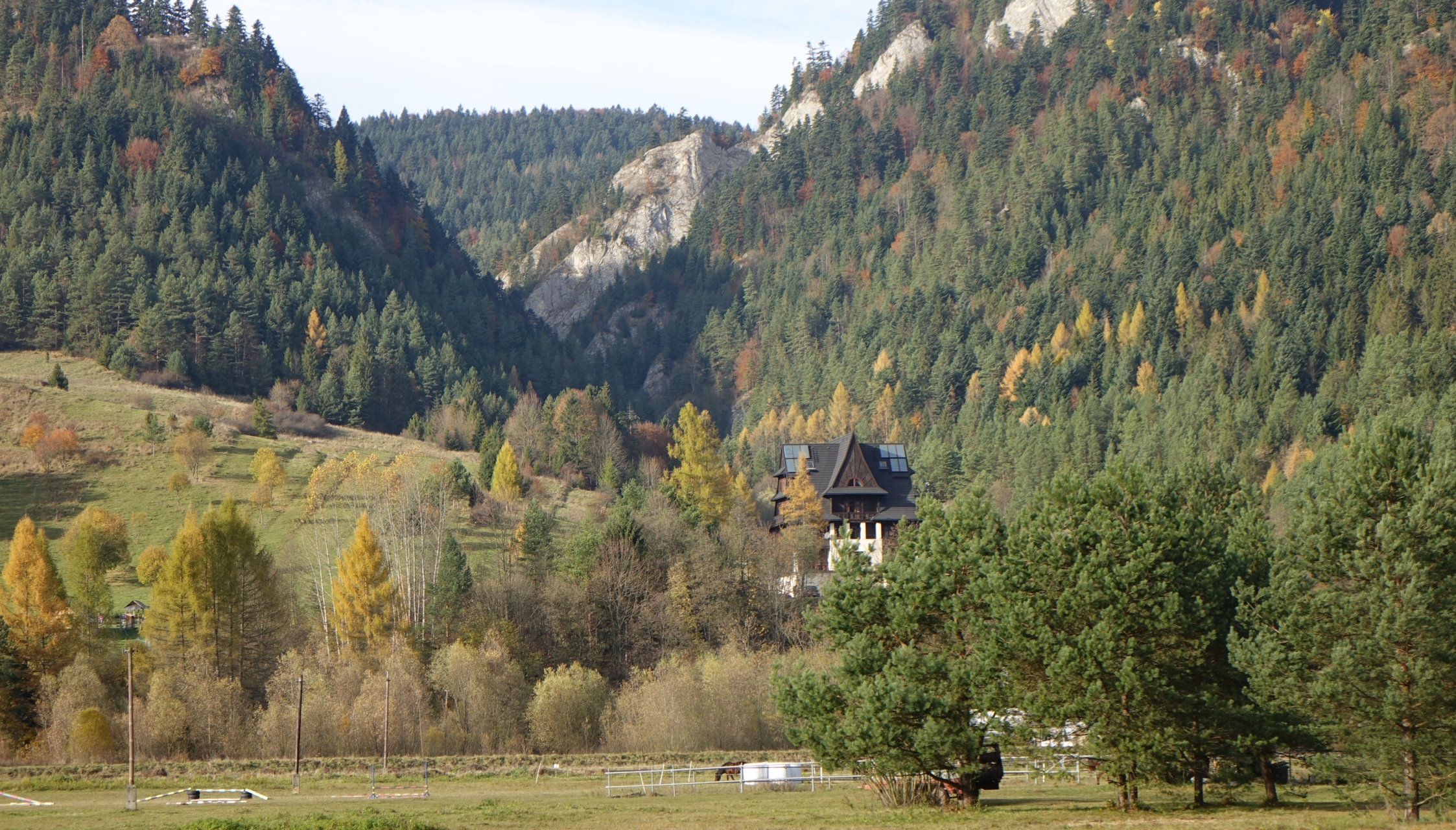